# Call of Duty: United Offensive
Call of Duty: United Offensive é um pacote de expansão para o jogo eletrônico de tiro em primeira pessoa de 2003 Call of Duty. Foi desenvolvido pela Gray Matter Interactive com contribuições da Pi Studios e publicado pela Activision. Foi lançado para Microsoft Windows em 14 de setembro de 2004.

## Jogabilidade
As maiores mudanças feitas pelo United Offensive estão no aspecto multijogador do jogo. Há novos mapas que são muito maiores do que os do jogo original, novas armas da campanha single player, um sistema de classificação no jogo que concede bônus adicionais com mais pontos e veículos como tanques e jipes

### Personagens
O cabo Scott Riley da 101.ª Divisão Aerotransportada é o primeiro protagonista jogável de United Offensive na campanha americana. Riley participa de toda a campanha de Bastogne defendendo Bois Jacques, capturando e protegendo a encruzilhada e a cidade de Foy, e capturando Noville. As missões "Bois Jacques" e "Foy" da campanha de Riley lembram os episódios "Bastogne" e "The Breaking Point" da série Band of Brothers da HBO, respectivamente.
O sargento James Doyle da Força Aérea Britânica é o segundo protagonista jogável em United Offensive, servindo como personagem jogável na campanha britânica. Doyle é um artilheiro do B-17 Flying Fortress da Royal Air Force que é abatido sobre a Holanda na primeira missão diurna da RAF. A resistência holandesa, com a ajuda do Major Ingram, um agente do SAS, o resgata antes que ele seja capturado pelos alemães. Doyle (agora um agente do SAS) e Ingram são então enviados para a Sicília com outros agentes do SAS para derrubar vários canhões enormes montados em penhascos, não muito diferentes daqueles do filme de 1961, The Guns of Navarone. Doyle e Ingram retornam em Call of Duty 3 com o primeiro sendo o personagem do jogador das seções britânica/francesa da campanha.
Soldado Yuri Petrenko do Exército Vermelho é o protagonista soviético jogável em United Offensive. Petrenko participa ajudando a defender as trincheiras soviéticas durante a Batalha de Kursk, protegendo as ruas de Ponyri, destruindo tanques panzer alemães em Prok e atacando e defendendo Kharkov até a chegada de reforços soviéticos.

## Multiplayer

### Sistema de Ranking
United Offensive introduz um sistema de classificação para multijogador. Assim que a pontuação dos jogadores aumenta, eles sobem de categoria. Cada categoria tem novos benefícios.
- Soldado: Nenhuma
- Fuzileiro: Granadas de mão e munição de pistola adicionais.
- Líder do Esquadrão: Binóculos de reconhecimento.
- Sargento da Seção: Cargas de demolição (categorias baixas também pode usar as cargas, mas tem de ser apanhadas).
- Sargento do Pelotão: Ataque de artilharia.

Além disso, existem atualmente outras formas de ganhar pontos além de matar inimigos. Estes incluem destruição de objetivos, proteção dos objetivos, capturar bandeiras, defender bandeiras, e assistindo amigavelmente transportadores de bandeira.

### Novos Modos Multijogador
Call of Duty: United Offensive acrescenta três novos modos multijogador ao jogo: Dominação, Capture a Bandeira e Ataque à Base.

### Dominação (Domination)
O objetivo da Dominação é de tomar (ou dominar) o controle de todos os pontos no mapa. Existem normalmente, pelo menos, cinco ou seis destes pontos de controle espalhados por todo o mapa, e geralmente são encontrados nos principais locais estratégicos. Para capturar um ponto de controle, um jogador deve estar perto deste sem inimigos por perto. Depois de um certo tempo, a área é capturada por sua equipe. Cada vez que uma equipe captura um ponto de controle, acrescentam um ponto para a sua pontuação geral. Para ganhar, um time tem que ter a maior pontuação quando o tempo acabar, ou capturar todos pontos de controle no mapa.

### Capturar a Bandeira (Capture The Flag)
O mais tradicional jogo modalidade é CTF, ou "Capture The Flag". O CTF em Call of Duty: United Offensive é muito semelhante ao CTF de jogos como Unreal Tournament 2004 ou Halo. Cada um dos lados tem uma bandeira que eles devem proteger. O objetivo é roubar a bandeira do inimigo e tomá-la de volta à sua própria base para marcar um ponto. A equipe só pode marcar pontos se tiver sua bandeira intacta. Por exemplo, se você tomar bandeira inimiga, mas o adversário também tem a sua bandeira, nenhuma equipe poderá marcar até uma delas recuperar a sua bandeira. A equipe que capturar mais bandeiras e marcar mais pontos, chegando ao limite de pontos ou chegando ao tempo final, ganha. Uma limitada seleção de mapas está disponível para jogar CTF. Muitos dos mapas disponíveis têm veículos disponíveis, o que torna extremamente difícil obter a bandeira sem recorrer a grandes quantidades de fogo. Isso faz com que a jogabilidade se torne extremamente dinâmica e versátil. Em mapas de CTF sem veículos a defesa da base pode, por vezes, implicar um elevado grau de 'acampamento', mas esses mapas são geralmente pequenos e compactos, portanto, a ênfase é colocada na deslocação a pé e ação face-a-face.

### Ataque à Base (Base Assault)
Como o nome sugere, Ataque à Base requer equipes de uso de armamento pesado, como tanques e artilharia para atacar bases inimigas e destruí-las. Em cada mapa, as duas equipes têm três bases para defender e atacar. Assim que um bunker toma bastante danos, não é destruído, mas fica exposto ao ataque de infantaria. Para  destruir completamente um bunker, o jogador deve se esgueirar na base de um banker exposto e plantar um explosivo. Em seguida, ele deve evitar o outro time de neutralizar o explosivo, assim ele vai explodir e destruir o bunker. A equipe ganha, quer por destruir os bunkers antes do tempo expirar, ou destruir completamente todos bunkers inimigos.